# Begraafplaats van Ronchin
De Begraafplaats van Ronchin is een gemeentelijke begraafplaats in de Franse gemeente Ronchin in het Noorderdepartement. De begraafplaats ligt in het zuiden van de gemeente.

## Britse oorlogsgraven
Op de begraafplaats bevinden zich 4 Britse oorlogsgraven met gesneuvelden uit de Eerste Wereldoorlog. De vier graven zijn geïdentificeerd en worden onderhouden door de Commonwealth War Graves Commission. In de CWGC-registers is de begraafplaats opgenomen als Ronchin Communal Cemetery.